# مکس هیستینگز
مکس هیستینگز (انگلیسی: Max Hastings؛ زادهٔ ۲۸ دسامبر ۱۹۴۵) یک روزنامه‌نگار، مورخ نظامی، و نویسنده اهل بریتانیا است.
مکس هیستینگز در سال ۱۹۸۰ میلادی جایزه ادبی سامرست موم را از آن خود کرد. وی یکی از حامیان حزب محافظه کار و حزب کارگر است. وی در سال ۱۹۹۷ و ۲۰۰۱ در انتخابات مجلس عوام، به عنوان یکی از نمایندگان حزب کارگر به پبروزی رسید و به این مجلس راه یافت. مکس هیستینگر یکی از نگارندگان روزنامه گاردین است.